# Aframonius
 Aframonius  ist eine ausgestorbene Gattung der Primaten, die vor rund 34 Millionen Jahren im Gebiet der heutigen Fossillagerstätte Fayyum in Ägypten vorkam. Die Gattung und ihre bislang einzige Art, Aframonius dieides, wurde erstmals im Jahr 1995 anhand des Fragments eines linken Unterkiefers mit vier erhaltenen Zähnen beschrieben und dem Formenkreis der Adapiformes zugeordnet, zu denen auch einige der ältesten bislang gefundenen Primaten gehören.

## Namensgebung
Aframonius ist ein Kunstwort. Die Bezeichnung der Gattung ist abgeleitet von „afra“, dem lateinischen Wort für Afrika, der Wortbestandteil „monius“ wurde laut Erstbeschreibung von der Gattung Cercamonius übernommen, die in Europa zur gleichen Zeit wie Aframonius in Nordafrika vorkam und ebenfalls 1975 erstmals wissenschaftlich beschrieben wurde. Während jedoch Cercamonius an den okzitanischen Troubadour Cercamon erinnert, erläutern die Autoren der Erstbeschreibung, die Buchstabenfolge „mon“ bei Aframonius greife das provenzalische Wort für „Welt“ / „Erde“ auf. Das Epitheton der bislang einzigen wissenschaftlich beschriebenen Art, Aframonius dieides, ist zusammengesetzt aus der griechischen Vorsilbe δι-, altgr. ausgesprochen dí- („zweifach“) sowie dem gleichfalls griechischen Wort Eidos (griechisch εἶδος eîdos, deutsch ‚das zu Sehende, die Gestalt‘) und verweist auf den bei dieser Art vorhandenen Dimorphismus der Eckzähne.

## Funde
Der Erstbeschreibung von Gattung und Typusart lag als Holotypus das Fragment eines linken Unterkiefers zugrunde (Sammlungsnummer CGM 42202), in dem der 3. Prämolar (P3) und die drei Molaren (M1 bis M3) gut erhalten geblieben sind. Fundstelle war der als Quarry L-41 bezeichnete Fundhorizont, der sich in der unteren Ablagerungsfolge der Gebel Qatrani Formation befindet. Als Paratypen wurden zwei weitere Unterkiefer-Fragmente benannt, in denen teils erhaltene Zähne, teils erhaltene Zahnwurzeln vorhanden waren; so konnte beispielsweise die Gestalt der Eckzähne nur anhand der Größe des Zahnfachs von Fossil DPC 11595 und des teilweise erhaltenen Eckzahns von Fossil DPC 12437 rekonstruiert werden sowie anhand des im Unterkiefer erkennbaren Diastemas für die Eckzähne des Oberkiefers. Der Diagnose zufolge handelt es sich bei Aframonius um einen Primaten, der zu Lebzeiten deutlich größer war als die meisten andere Arten der Primaten aus der gleichen Fundschicht in Quarry L-41, sein Gewicht wird auf rund 1600 Gramm geschätzt. Eine weitere Besonderheit sei, dass die hinteren Molaren größer sind als vorderen.
1997 wurden zwei neu entdeckte Oberkiefer-Fossilien aus der gleichen Fundschicht wie die zuvor bekannten Unterkiefer der Gattung zugeschrieben. Zugleich wurde herausgestellt, dass Aframonius die größte verwandtschaftliche Nähe zu Cercamonius, dem Fund aus Südfrankreich, aufweise. Auch wurde bestätigt, dass die Eckzähne der Tiere relativ groß waren. 2017 wurden weitere Unterkiefer sowie Knochen aus dem Bereich der Augenhöhle und der Schnauze beschrieben, aus deren Gestalt abgeleitet wurde, dass Aframonius vermutlich ein tagaktives Tier war.

## Belege
1. 1 2   Elwyn L. Simons, David Tab Rasmussen und Philip D. Gingerich: New cercamoniine adapid from Fayum, Egypt. In: Journal of Human Evolution. Band 29, Nr. 6, 1995, S. 577–589, doi:10.1006/jhev.1995.1076.
2. ↑  Erik R. Seiffert, Doug M. Boyer, John G. Fleagle, Gregg F. Gunnell, Christopher P. Heesy, Jonathan M. G. Perry und Hesham M. Sallam: New adapiform primate fossils from the late Eocene of Egypt. In: Historical Biology. Band 30, Nr. 1–2, 2018, S. 204–226, doi:10.1080/08912963.2017.1306522
3. ↑  Daniel L. Gebo: Adapiformes: Phylogeny and adaptation. In: Walter C. Hartwig (Hrsg.):  The Primate Fossil Record. Cambridge University Press, Cambridge 2002, S. 26, ISBN 0-521-66315-6.
4. ↑  Elwyn L. Simons und Ellen R. Miller: An upper dentition of Aframonius dieides (Primates) from the Fayum, Egyptian Eocene. In: PNAS. Band 94, Nr. 15, 1997, S. 7993–7996, doi:10.1073/pnas.94.15.7993.
5. ↑  Erik R. Seiffert et al.: New adapiform primate fossils from the late Eocene of Egypt. In: Historical Biology. Band 30, Nr. 1–2, 2018, S. 204–226, doi:10.1080/08912963.2017.1306522.